# The Secret (EP de Cosmic Girls)
The Secret é o segundo extended play do girl group sino-coreano Cosmic Girls. É marcado por ser seu primeiro álbum como um grupo de 13 membros desde a adição de Yoo Yeon-jung em Julho de 2016. Foi lançado em 17 de agosto de 2016 pela Starship Entertainment e distribuído pela LOEN Entertainment. Para promover o EP, o grupo apareceu em vários programas musicais da Coréia do Sul. A canção "Secret" foi lançada como single principal do EP com uma versão em chinês também incluído.
O EP foi um sucesso comercial chegando à 6ª posição no Gaon Album Chart. Vendeu, ao todo, mais de 14.939 cópias até Setembro de 2016.

## Antecedentes e lançamento
The Secret foi lançado digitalmente em 17 de Agosto de 2016 por meio de vários portais de música, incluindo a ITunes Store para o mercado global. Dois dias depois, em 19 de Agosto, um álbum físico foi lançado.

## Promoção
Em 17 de Agosto, o grupo realizou um showcase para celebrar o lançamento do álbum, apresentando pela primeira vez as novas canções, além de singles passados.
Em 18 de Agosto, o grupo fez sua primeira apresentação de palco de retorno no M Countdown da Mnet, apresentando "BeBe" e "Secret". Seguiu-se de apresentações no Music Bank da KBS em 19 de Agosto e no Inkigayo da SBS em 21 de Agosto.
Um vídeo musical foi lançado junto do álbum, com uma atmosfera cósmica e fantasiosa, que entre vários seres diferentes representados pelos membros, conta uma história alternativa do mito romano sobre a constelação de Ophiuchus, simbolizada pela nova integrante do grupo, Yoo Yeon-jung.

## Performance Comercial
The Secret Entrou na sétima posição no Gaon Album Chart datado entre 14 e 20 de Agosto de 2016. Na sua terceira semana, o álbum subiu de volta ao Top 10 na sexta posição, alcançando uma nova mais alta posição.
O mini-álbum entrou em 15º no Gaon Album Chart para o mês de Agosto de 2016 com 8.629 cópias físicas vendidas. Um mês depois, o mini-álbum chegou à 14ª posição do mês de Setembro de 2016 com 6.310 cópias físicas vendidas. Vendeu, ao todo, mais de 14.939 cópias.
A faixa-título "Secret" entrou e chegou à 49ª posição no Gaon Digital Chart datado entre 14 e 20 de Agosto de 2016, com 39.334 downloads vendidos. Na sua segunda semana, a música caiu para a 57ª posição, com 29.333 downloads vendidos. E em sua terceira semana, a canção caiu para a 80ª posição com 20.552 downloads vendidos. Vendeu mais de 134.000 downloads até Setembro de 2016.

## Lista de faixas
Download digital
| N.º            | Título                                        | Arranjo                | Duração |  |
| 1.             | "Secret" (비밀이야: bimiliya)                 | e.one Shinsadong Tiger | 3:43    |  |
| 2.             | "BeBe"                                        | e.one                  | 3:18    |  |
| 3.             | "Would You Kiss Me?" (우주키스미: ujukiseumi) | Robin                  | 3:37    |  |
| 4.             | "Prince" (짠!: jjan!)                         | e.one                  | 3:21    |  |
| 5.             | "ROBOT"                                       | Giriboy                | 3:39    |  |
| 6.             | "Good Night" (이층침대: icheungchimdae)       | Robin                  | 3:33    |  |
| 7.             | "Secret" (是秘密呀 (Versão chinesa))          | e.one                  | 3:43    |  |
| Duração total: | Duração total:                                | Duração total:         | 24:56   |  |

## Tabelas

### Tabelas semanais
| Tabela (2016)                    | Posição mais alta |
| -------------------------------- | ----------------- |
| Coreia do Sul (Gaon Album Chart) | 6                 |

### Tabelas mensais
| Tabela (2016)                    | Posição mais alta |
| -------------------------------- | ----------------- |
| Coreia do Sul (Gaon Album Chart) | 14                |

## Histórico de lançamento
| Região            | Data                 | Formato          | Gravadora                                  |
| ----------------- | -------------------- | ---------------- | ------------------------------------------ |
| Mundialmente      | 17 de Agosto de 2016 | Download digital | Starship Entertainment, LOEN Entertainment |
| Coréia do Sul     | 17 de Agosto de 2016 | Download digital | Starship Entertainment, LOEN Entertainment |
| 19 de Agosto 2016 | CD                   |                  | Starship Entertainment, LOEN Entertainment |